# Juuso Hassi
Juuso Antero Hassi (* 4. April 1993) ist ein finnischer Leichtathlet, der sich auf den Zehnkampf spezialisiert hat, aber auch im Sprint Erfolge feiern konnte.

## Sportliche Laufbahn
Erste internationale Erfahrungen sammelte Juuso Hassi im Jahr 2011, als er bei den Junioreneuropameisterschaften in Tallinn mit 7400 Punkten den neunten Platz belegte. Im Jahr darauf konnte er seinen Wettkampf bei den Juniorenweltmeisterschaften in Barcelona nicht beenden und 2013 erreichte er bei den U23-Europameisterschaften in Tampere mit 7243 Punkten Rang 19. Zwei Jahre später belegte er dann bei den U23-Europameisterschaften in Tallinn mit 7621 Punkten den neunten Platz und 2017 gewann er bei der Sommer-Universiade in Taipeh mit 7566 Punkten die Silbermedaille hinter dem Australier Kyle Cranston.
2016, 2017 und 2020 wurde Hassi finnischer Meister im Zehnkampf sowie 2016 und 2017 Hallenmeister im Siebenkampf. Zudem siegte er 2017 in der Halle auch im 400-Meter-Lauf.

## Persönliche Bestleistungen
- 400 Meter: 49,03 s, 17. August 2014 in Espoo
  - 400 Meter (Halle): 49,34 s, 18. Februar 2017 in Jyväskylä
- Zehnkampf: 7734 Punkte, 24. Juli 2016 in Oulu
  - Siebenkampf (Halle): 5529 Punkte, 8. März 2015 in Helsinki